# قاعدة كالسو
قاعدة كالسو، والمعروفة أيضًا باسم "فوب كالسو" أو COS Kalsu أو معسكر كالسو، هي منشأة عسكرية أمريكية في بابل، العراق، على بعد 20 ميلاً جنوب بغداد. أغلقت من قبل أعضاء فريق اللواء القتالي الأول، فرقة الفرسان الأولى، في 12 ديسمبر 2011 كجزء من عمليات انسحاب القوات الأمريكية من العراق.

## الموقع
تقع القاعدة بالقرب من الطريق الدولي في قضاء كوثى بمحافظة بابل، وتشغلها قوات من هيئة الحشد الشعبي وعناصر من الجيش العراقي.

## أحداث
في تمام الساعة الواحدة في منتصف الليل من يوم السبت المصادف 20 أبريل 2024، حدث انفجار قوي في القاعدة، وترجح بعض المصادر بأنه استهداف صاروخي، والذي أدى إلى سقوط قتيل و8 جرحى آخرون من عناصر الحشد الشعبي.